# Piercing nos lábios genitais
O piercing nos lábios genitais é um tipo de piercing genital feminino. Este piercing pode ser colocado ou através dos pequenos lábios ou dos grandes lábios. Eles são um dos piercings genitais mais simples e mais comuns feitos em mulheres, e são frequentemente feitos em pares simétricos. Como todos os piercings genitais, dependendo da jóia e da localização, eles podem proporcionar estímulo adicional a um ou a ambos os parceiros durante a relação sexual.

## História e cultura
Há pouca evidência direta da prática pré-contemporânea dos piercings labiais, fora dos relatos anedóticos do uso destes piercings como instrumentos de castidade. Como muitos piercings genitais, a origem contemporânea dos piercings labiais reside na cultura sadomasoquista que deu origem ao ressurgimento do piercing corporal na sociedade contemporânea. Na prática contemporânea, estes piercings com frequência, simplesmente ocupam uma função decorativa, ao invés de uma puramente sexual.
Este piercing exerce uma função proeminente no romance erótico francês, Histoire d'O. A heroína, O, tem uma cicatriz de piercing através de um lábio, um anel de aço inoxidável que é inserido. Outro anel é ligado a ele, e para este, um disco de metal identificando informação nele, incluindo o nome de seu Mestre, o misterioso Sir Stephen.

## Comparação de piercings de grandes e pequenos lábios
A cicatrização de piercings nos grandes lábios é mais lenta do que nos pequenos lábios, dependendo da anatomia do indivíduo. Eles também tendem a ser mais dolorosos porque há mais tecido para o piercing atravessar. O alongamento dos lábios menores ocorre em muitos caos devido relativamente a alta elasticidade do tecido, enquanto que os piercings dos grandes lábios são muito menos suscetíveis de se fazerem desse modo.

## Jóias
Quase todo tipo de jóia pode ser encontrados nos piercings nos pequenos lábios, embora anéis sejam as joias mais frequentemente usadas, ambas como uma jóia inicial, e em uma base de longo prazo. Ambos os tipos de piercings labiais podem ser alongados para acomodar jóias largas; o uso de jóias pesadas nestes piercings pode ser uma forma de estimulação sexual temporária ou contínua. Ambos os tipos também podem ser alongados para acomodar jóias de estilo alargador.
As jóias usadas nos piercings nos lábios genitais podem ter um propósito de fetiche. Anéis ou outras jóias especializadas podem ser usadas para bloquear o acesso à vagina, como uma forma de infibulação de curto ou longo prazo não-cirúrgica.  Outros instrumentos de castidade podem também ser usados em vez de fazer uso do piercing, algumas vezes incorporando cadeados.